# Formalisme (matemàtiques)
El formalisme en filosofia de les matemàtiques, és una teoria que defensa que les proposicions matemàtiques (i lògiques) es poden entendre com el resultat de la manipulació de cadenes de símbols sota unes estrictes normes sintàctiques de transformació.

## Història
Tot i que es donen idees formalistes de la matemàtica a finals del segle XIX (per això Frege va atacar aquestes concepcions d'Eduard Heine i Carl Johannes Thomae), el formalisme és pràcticament degut a David Hilbert, a partir de 1910 aproximadament.
La idea bàsica de Hilbert era que tota Teoria Axiomàtica (sigui la geometria d'Euclides, l'aritmètica de Peano o la teoria ZFC de conjunts), per desenvolupar-se, necessitava un llenguatge lògic (L) de primer ordre amb cinc grups bàsics de símbols; quatre dels quals sempre són els mateixos:
1. Un conjunt no infinit de variables (x, y, z, ...),
2. els símbols d'unes connectives lògiques (¬ per la negació, ∧ per la conjunció, ⇔ per la doble implicació, etc.),
3. un símbol per la igualtat (=)
4. i dos quantificadors (l'existencial: ∃ i l'universal: ∀).

El cinquè grup de símbols (paràmetres) és el conjunt dels símbols apropiats per als termes no definits de la teoria (per exemple: els punts, rectes i plans en la Geometria d'Euclides).
Aleshores, tots els teoremes, problemes, corol·laris, etc. d'aquesta teoria es podien expressar en el llenguatge L. Aquest llenguatge té una sintaxi molt precisa, tant és així que pot ser estudiat com un objecte matemàtic: la metamatemàtica.
Aquesta concepció de les matemàtiques, que es podria considerar uns posició intermèdia entre el logicisme de Frege i Russell i l'intuïcionisme de Brouwer, va xocar de front contra aquest últim i, en els anys 20, es va generar una agra polèmica entre Brouwer i Hilbert que va acabar amb la discutida dimissió de tot el consell editorial de Mathematische Annalen. Einstein la va qualificar com la guerra de la granota i el ratolí.
La concepció formalista de la matemàtica va rebre un cop de mort quan Gödel va demostrar els seus teoremes d'incompletesa, que afirmen que tot sistema formal que inclogui els nombres naturals admet proposicions indecidibles (és a dir, que no es podien demostrar ni refutar).
Això no obstant, la influència del formalisme en les matemàtiques contemporànies ha estat molt més important que el de les altres escoles i, avui en dia, impregna el quefer matemàtic de gairebé tots els estudiosos.